# Божехув (гмина)
Божехув (пол. Borzechów) — сельская гмина (волость) в Польше, входит как административная единица в Люблинский повет, Люблинское воеводство. Население — 3847 человек (на 2004 год).

## Соседние гмины
1. Гмина Белжыце
2. Гмина Ходель
3. Гмина Неджвица-Дужа
4. Гмина Ужендув
5. Гмина Вильколаз